# Targeta de prepagament

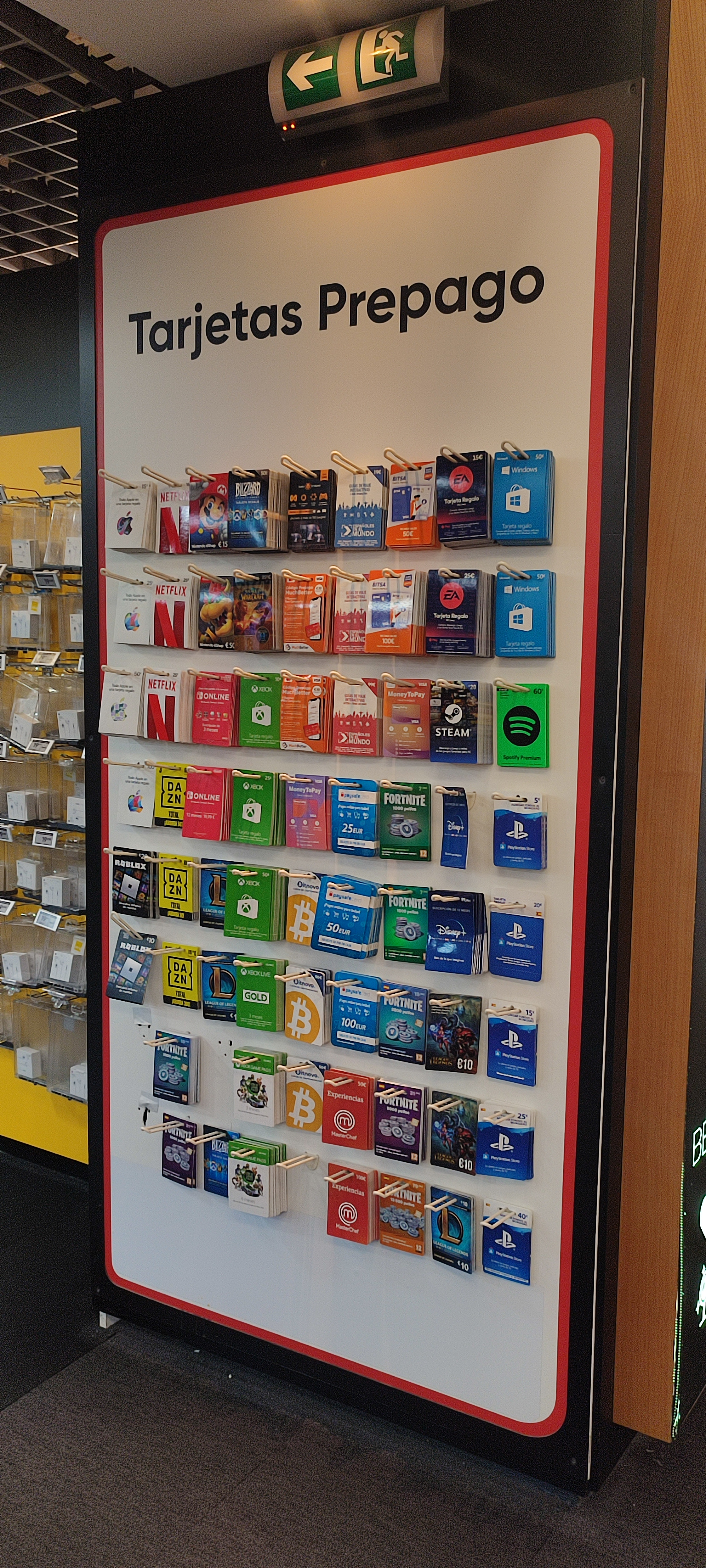
Targetes de prepagament a l'FNAC de Plaça Catalunya (Barcelona), com ara de Netflix, Spotify, Roblox i DAZN.

Una targeta de prepagament és aquella en la qual s'anticipa l'import del consum que es realitzarà amb la targeta. Es fa una càrrega de diners a la targeta i es poden fer operacions fins a consumir l'import carregat.
Un exemple conegut són les targetes prepagament emparades per una marca reconeguda, com ara Visa, on l'usuari pot fer transaccions via Internet com si fos una targeta de crèdit normal. El fet que els diners empleat va ser carregat prèviament a la targeta (en lloc de procedir d'un crèdit bancari) és visible només per a l'usuari.
Un altre ús freqüent es dona en la telefonia mòbil. En aquest camp, l'usuari disposa d'un compte (un número de telèfon mòbil) en la qual "recàrrega" una quantitat de crèdit, per diferents mitjans. Després va gastant aquest crèdit amb el seu consum (trucades, missatges, i tota mena de serveis), fins que no disposa de crèdit; aleshores se li restringeixen les trucades fins que no realitzi una altra recàrrega (en anglès, "top up").